# Orxines mirabilis
Orxines mirabilis är en insektsart som först beskrevs av Ludwig Redtenbacher 1908.  Orxines mirabilis ingår i släktet Orxines och familjen Diapheromeridae. Inga underarter finns listade i Catalogue of Life.